# Twin Lakes (comté de Mono, Californie)
Pour les articles homonymes, voir Twin Lakes.
Twin Lakes est une census-designated place du comté de Mono, dans l'État de Californie, aux États-Unis,. En 2020, elle compte une population de 45 habitants.